# Бушуїха (пристанційне селище)
Бушуї́ха (рос. Бушуиха) — селище у складі Грязовецького району Вологодської області, Росія. Входить до складу Ком'янського сільського поселення.

## Населення
Населення — 27 осіб (2010; 33 у 2002).
Національний склад (станом на 2002 рік):
- росіяни — 97 %